# Lithocarpus propinquus
Lithocarpus propinquus är en bokväxtart som beskrevs av Cheng Chiu Huang och Yong Tian Chang. Lithocarpus propinquus ingår i släktet Lithocarpus och familjen bokväxter. Inga underarter finns listade.